# شبه‌جزیره چیتا

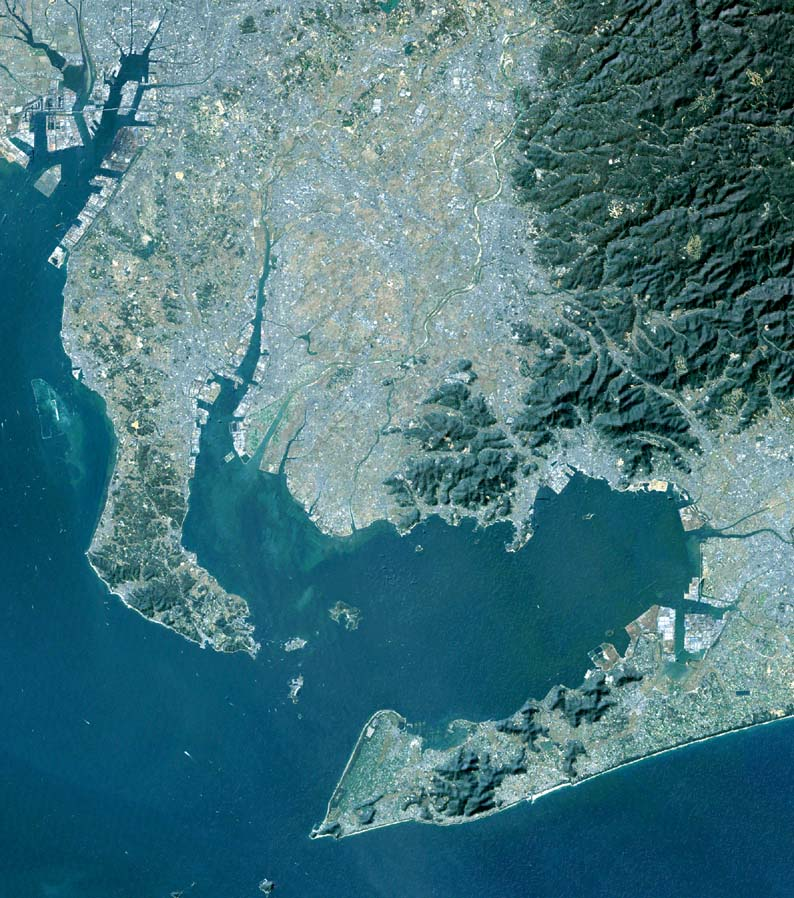
تصویر ماهواره ای از شبه جزیره چیتا (چپ)، خلیج میکاوا (مرکز) و شبه جزیره آتسومی (پایین سمت راست)

Location (Japan)

شبه‌جزیره چیتا (به ژاپنی: 知多半島 Chita Hantō)، شبه جزیره ای است در جنوب استان آیچی، مرکزی هونشو، ژاپن. تقریباً از شمال به جنوب امتداد دارد. در غرب خلیج ایسه است و در شرق خلیج میکاوا را در بر می‌گیرد. این شبه‌جزیره با شبه‌جزیره آتسومی در جنوب شرقی خلیج میکاوا روبرو است. فرودگاه بین‌المللی چوبو سنترایر در سواحل غربی شبه‌جزیره واقع شده‌است.